# Louis Couturat

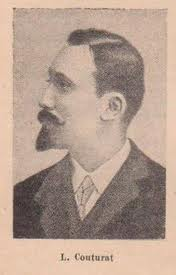
Louis Couturat

Louis Couturat (Parigi, 17 gennaio 1868 – Ris-Orangis, 3 agosto 1914) è stato un matematico, logico e glottoteta francese, noto per i suoi contributi allo sviluppo delle logica formale.

## Biografia
Dotato di un'intelligenza precoce fu un brillante allievo al liceo, dove mostrò un particolare interesse tanto per le letterature antiche quanto per le scienze teoriche ed applicate. Molto attirato dall'antica Grecia passava volentieri dalla lettura di Cartesio a quella di Omero. Nel 1887 vinse il secondo premio alla scuola normale superiore dove si presentava per la prima volta, e dove seguì sia i corsi destinati ai filosofi che quelli destinati ai matematici.
Nel 1890 vinse il primo premio all'aggregazione di filosofia con le lodi della giuria, ma continuò a perfezionarsi nello studio della matematica, ottenendo una licenza nel 1892. Fu allora che poté dedicarsi al suo studio preferito: la filosofia della scienza, studiando Lucrezio e Platone e preparando una tesi di laurea sull'infinito matematico. S'interessò alla logica matematica come mezzo per studiare la storia della filosofia e la filosofia della matematica.
Nel 1894 fu nominato professore all'università di Tolosa. Nell'aprile dello stesso anno sposò una sua cugina che sarà la sua compagna devota di una vita. Il 12 giugno sostenne le sue tesi alla Sorbona (delle quali una in latino che s'intitolava De Platonicis mythi). Il loro grande successo gli diede la possibilità di ottenere un permesso che impiegò per le sue ricerche, dedicandosi allo studio della filosofia. Collaborò allo stesso tempo con la Revue de Métaphysique et de Morale, pubblicando una serie di articoli sullo spazio e il tempo, e un saggio critico sull'ipotesi degli atomi.
Il 27 ottobre 1897 fu nominato professore all'università di Caen dove consacrò i suoi corsi alla filosofia delle scienze matematiche, alle relazioni tra le diverse scienze matematiche e tra le idee fondamentali sul numero, l'ordine la grandezza.
In seguito fu professore di filosofia al Collège de France di Parigi.
La sua prima opera importante fu De l'Infini mathématique (1896), seguito da una raccolta di opere non pubblicate di Gottfried Wilhelm von Leibniz nel (1903) che attirò l'attenzione di Bertrand Russell e Giuseppe Peano. Nel 1905 pubblicò Les principes des mathématiques: un resoconto, come indicato nella prefazione, dell'opera di Russell The principle of mathematics pubblicata nel 1903, accompagnata da commenti e da una messa in prospettiva faccia a faccia con le opere contemporanee sull'argomento. Pubblicò anche L'algèbre de la logique. 
A partire dal 1907 diventò uno dei protagonisti del movimento per la creazione dell'Ido, una riforma della lingua ausiliaria internazionale Esperanto considerata da alcuni osservatori come un miglioramento significativo, ma respinta dalla maggioranza del movimento esperantista.
Di tendenze pacifiste, per ironia della sorte fu una vittima indiretta della prima guerra mondiale. Morì a Ris-Orangis, nei pressi di Parigi, lungo la strada nazionale 7, quando la sua automobile venne urtata da un'autovettura che portava gli ordini di mobilitazione dell'esercito francese.